# Lissac-sur-Couze
Lissac-sur-Couze è un comune francese di 722 abitanti situato nel dipartimento della Corrèze nella regione della Nuova Aquitania.

## Società

### Evoluzione demografica
Abitanti censiti